# Pompéry Elemér
Vallányi Pompéry Elemér (Pest, 1856. május 25. – Karlsbad, 1937. augusztus 3.) magyar királyi szabadalmi bíró.

## Élete
Pompéry János író és Petrás Terézia fia, Pompéry Aurél testvérbátyja.
Középiskolai tanulmányait 1869-ig Pesten, 1869-től 1871-ig Kornthalban (Württemberg) végezte. 1871-től 1873-ig a karlsruhei (Baden), 1873-tól 1877-ig a budapesti műegyetemen tanult, ahol mérnöki oklevelet nyert. Közben mint hadmérnökkari önkéntes hadnaggyá neveztetett ki. 1877-78-ban a párizsi és a Szajna folyó menti vízépítési műveket tanulmányozta, míg 1878. augusztusban a boszniai okkupációhoz rendelték le. 1879-ben a Győr-Sopron-Ebenfurthi vasút soproni szakaszának építésvezetője volt, 1880-tól mint állami mérnök a dunai szabályozási munkálatoknál, 1881-től 1884-ig a budapest-zimonyi vasút karlócai szakaszán mint építésvezető mérnök működött. 1886-tól 1888-ig igazgató főmérnök volt a Szolnok-Csongrád balparti ármentesítő társulatnál, 1888-től 1896-ig mint magánmérnök több vasúti nyomjelzésen, számtalan tagosításon kívül különösen Kolozsvár és Marosvásárhely városok belterületének háromszögellésével volt elfoglalva. 1896-ban szabadalmi bíróvá nevezték ki; egyszersmind 1902-től a magyar mérnök- és építészegylet igazgatója volt. 1896-ban beutazta Észak-Németországot és Hollandiát, 1898-ben Belgiumot, Angliát és Skóciát, 1899-ben Szász- és Bajorországot és Svájcot, 1902-ben a Rajna menti gyár- és hajótelepeket, Bremát, Hamburgot, Lübecket és Kielt, 1903-ban Lombardiát és Velencét, 1904-ben az Észak-amerikai Egyesült-Államokat egészen a Csendes-óceánig San Francisco, Chicago stb. érintésével és a nagyobb technikai telepek tanulmányozásával.
A Magyar Mérnök- és Építészegylet Közlönyében 1896-tól jelentek meg cikkei; a Földrajzi Közleményekben (1901. Nicaragua csatorna, amerika legészakibb atlanti világító tornya stb.); a Magyar Közgazdasági Értesítőnek 1899 végeig szabadalmi rovatát vezette (ennek I. füz.-ben: Szabadalmi jog története Magyarországon).

## Munkái
- A nagyszibériai vasut. Budapest, 1898
- A moszkva-irkutszki közvetlen gyorsvonat. Budapest, 1900
- Elektrogravure. Budapest, 1900. (Mind a három munka különnyomat a Magyar Mérnök- és Építészegylet Közlönyéből)